# Визоре
Визоре (словен. Vizore) — поселення в общині Войник, Савинський регіон, Словенія.
Висота над рівнем моря: 303,2 м.

## Населення
Етнічний склад на 1991 рік був таким:
- словенці — 104 (92,9%);
- хорвати — 1;
- угорці — 1;
- інші — 2;
- не вказали — 4 (3,6%).